# Locomotiva FS 500
Le locomotive gruppo 500 sono state un gruppo di macchine a vapore, con rodiggio 2-2-0, che le Ferrovie dello Stato acquisirono, dopo il 1906, in seguito al riscatto della Rete Sicula ove erano immatricolate nel gruppo RS 51-100.

## Storia
Le prime 7 locomotive del gruppo 51-100 vennero consegnate alla Società per le strade ferrate della Sicilia, nel 1888, dalla Società austro-ungarica di Vienna. Un successivo lotto di 11 unità venne consegnato nel 1895 dalla Società Italiana Ernesto Breda per Costruzioni Meccaniche di Milano. Le locomotive trovarono impiego alla trazione dei treni viaggiatori sulle direttrici principali della Sicilia. Vennero acquisite dalle Ferrovie dello Stato a partire dal 1906.
Si ritrovano ancora immatricolate nell'album delle locomotive FS del 1915.

## Caratteristiche tecniche
La locomotiva fu costruita con il rodiggio 2-2-0 tipico delle locomotive veloci da treno viaggiatori; era una macchina a vapore saturo, a 2 cilindri esterni a semplice espansione con distribuzione Walschaerts.
La locomotiva era costituita da un carro su cui erano disposte le due grandi ruote motrici accoppiate del diametro di 1.800 mm. La parte anteriore poggiava su un carrello girevole di guida a due assi da 950 mm. Erano dotate di freno continuo automatico ad aria compressa; la sola locomotiva 55 era predisposta anche di freno a controvapore. Tre unità, 59, 62 e 66 (poi FS 5009, 5012, 5016) erano un poco meno potenti in quanto provviste di caldaia e graticola più piccoli. Alla locomotiva era accoppiato un tender a tre assi della lunghezza di 6,973 m con ruote del diametro di 1.200 mm. Questo trasportava 9.500 l di acqua e 2,5 t di carbone.